# Strajnar
Strajnar je priimek več znanih Slovencev:
- Aleš Strajnar (*1947), skladatelj, kitarist in glasbeni pedagog
- Aleš Strajnar (*1974), oblikovalec, ilustrator
- Ančka Korže Strajnar (1925-2017), bibliotekarka
- Anja Strajnar, pevka in umetniška vodja
- Anton Strajnar, kuharski mojster
- Jaka Strajnar (*1978), glasbenik (tolkalec, dirigent)
- Janez Strajnar (*1971), nogometaš
- Julijan Strajnar (*1936), folklorist, etnomuzikolog in skladatelj
- Jure Strajnar, oblikovalec zvoka
- Laura Strajnar (*1993), atletinja
- Marjan Strajnar, domoznanec
- Mark Strajnar (*2003), nogometaš
- Nadja Strajnar Zadnik (*1947), igralka
- Neža Strajnar, zgodovinarka
- Polona Strajnar, agronomka
- Sara Strajnar (*1989), atletinja
- Slavko Strajnar (1903-1965), glasbenik in glasbeni šolnik
- Viktorija Strajnar, manekenka